# 牛頓島
牛頓島是俄羅斯的島嶼，屬於法蘭士約瑟夫地群島的一部分，由阿爾漢格爾斯克州負責管轄，位於胡克島以南12公里，長2.5公里，最高點海拔高度21米，該島以艾薩克·牛頓命名。